# For All Kings
For All Kings – jedenasty album studyjny amerykańskiej grupy thrash metalowej Anthrax wydany przez wytwórnie Megaforce Records i Nuclear Blast.

## Lista utworów
| Nr  | Tytuł utworu           | Długość |
| --- | ---------------------- | ------- |
| 1.  | „You Gotta Believe”    | 7:32    |
| 2.  | „Monster at the End”   | 3:55    |
| 3.  | „For All Kings”        | 5:00    |
| 4.  | „Breathing Lightning”  | 6:33    |
| 5.  | „Suzerain”             | 4:53    |
| 6.  | „Evil Twin”            | 4:40    |
| 7.  | „Blood Eagle Wings”    | 7:53    |
| 8.  | „Defend / Avenge”      | 5:13    |
| 9.  | „All of Them Thieves”  | 5:14    |
| 10. | „This Battle Chose Us” | 4:53    |
| 11. | „Zero Tolerance”       | 3:48    |
|     |                        | 59:34   |

## Twórcy albumu
- Joey Belladonna - Wokal
- Scott Ian - Gitara rytmiczna, wokal wspierający
- Jonathan Donais - Gitara, wokal wspierający
- Frank Bello - Gitara basowa, wokal wspierający
- Charlie Benante - Perkusja
- Jay Ruston - Produkcja, miksowanie
- Paul Logus - Mastering

## Listy sprzedaży
| Lista                          | Kraj              | Pozycja |
| ------------------------------ | ----------------- | ------- |
| ARIA                           | Australia         | 12      |
| Sverigetopplistan              | Szwecja           | 49      |
| Recorded Music NZ              | Nowa Zelandia     | 33      |
| VG-lista                       | Norwegia          | 25      |
| Swiss Hitparade                | Szwajcaria        | 8       |
| Ö3 Austria Top 40              | Austria           | 14      |
| Ultratop. Wallonie             | Belgia            | 16      |
| Ultratop. Vlaanderen           | Belgia            | 36      |
| Dutch Album Top 100            | Holandia          | 50      |
| FIMI                           | Włochy            | 46      |
| Billboard 200. Canadian Albums | Kanada            | 19      |
| OLiS                           | Polska            | 35      |
| Mahasz                         | Węgry             | 17      |
| Suomen virallinen lista        | Finlandia         | 4       |
| GfK Entertainment charts       | Niemcy            | 5       |
| Official Charts Company        | Wielka Brytania   | 21      |
| Billboard 200                  | Stany Zjednoczone | 9       |